# Jagsttal bei Schöntal und Klosterwald
Das FFH-Gebiet Jagsttal bei Schöntal und Klosterwald ist ein 2005 durch das Regierungspräsidium Stuttgart nach der Richtlinie 92/43/EWG (Fauna-Flora-Habitat-Richtlinie) angemeldetes Schutzgebiet (Schutzgebietskennung DE-6622-341) im Hohenlohekreis und im Landkreis Heilbronn in Baden-Württemberg. Das FFH-Gebiet ist Bestandteil des europäischen Schutzgebietsnetzes Natura 2000. Mit Verordnung des Regierungspräsidiums Stuttgart zur Festlegung der Gebiete von gemeinschaftlicher Bedeutung vom 30. Oktober 2018 (in Kraft getreten am 11. Januar 2019), wurde das Schutzgebiet ausgewiesen.

## Beschreibung
Das FFH-Gebiet umfasst auf der Hochebene zwischen Jagst und Kocher Buchenwälder. Steile, meist bewaldete Klingen entwässern ins Kocher- und Jagsttal. An wärmebegünstigten Talhängen Mosaik aus Extensivgrünland, Streuobstwiese, Weinbergsbrachen, Wacholderheiden, Hecken und Wäldern.

## Schutzzweck
Folgende Lebensraumtypen nach Anhang I der FFH-Richtlinie kommen im Gebiet vor:
- Kalktuffquellen
- Kalk-(Halb-)Trockenrasen und ihre Verbuschungsstadien (* orchideenreiche Bestände)
- Feuchte Hochstaudenfluren
- Magere Flachland-Mähwiesen
- Kalkfelsen mit Felsspaltenvegetation
- Schlucht- und Hangmischwälder
- Erlen-Eschen- und Weichholzauenwälder
- Labkraut-Eichen-Hainbuchenwälder
- Sternmieren-Eichen-Hainbuchenwälder
- Nicht touristisch erschlossene Höhlen
- Waldmeister-Buchenwälder
- Flüsse mit Gänsefuß- und Zweizahn-Gesellschaften auf Schlammbänken
- Wacholderbestände auf Zwergstrauchheiden oder Kalkrasen
- Fließgewässer mit flutender Wasservegetation
- Natürliche und naturnahe nährstoffreiche Stillgewässer mit Laichkraut- oder Froschbiss-Gesellschaften